# Katjar
Katjar (ryska: Качар) är en ort i Kazakstan.   Den ligger i oblystet Qostanaj, i den nordvästra delen av landet, 600 km väster om huvudstaden Astana. Katjar ligger 197 meter över havet och antalet invånare är 10 285.
Terrängen runt Katjar är platt. Runt Katjar är det glesbefolkat, med 10 invånare per kvadratkilometer. Trakten runt Katjar består i huvudsak av gräsmarker.